# Маја (Клуж)
Маја (рум. Maia) насеље је у Румунији у округу Клуж у општини Бобална. Oпштина се налази на надморској висини од 279 m.

## Становништво
Према подацима из 2002. године у насељу је живело 203 становника.

### Попис2002.
| Расподела становништва по националности 2002.‍ | Расподела становништва по националности 2002.‍ | Расподела становништва по националности 2002.‍ | Расподела становништва по националности 2002.‍ | Расподела становништва по националности 2002.‍ |
| --------------------------------------------- | --------------------------------------------- | --------------------------------------------- | --------------------------------------------- | --------------------------------------------- |
|                                               |                                               |                                               |                                               |                                               |
| Румуни                                        | Румуни                                        |                                               | 168                                           | 83,6%                                         |
| Роми                                          | Роми                                          |                                               | 33                                            | 16,4%                                         |